# Henri Chammartin
Henri Chammartin (Villorsonnens, 30 juli 1918 – Bern, 30 mei 2011) was een Zwitsers ruiter. Chammartin won in totaal vijf olympische medailles waarvan één gouden.
In 1968 werd hij, samen met Gustav Fischer, de tweede Zwitser ooit die deelnam aan vijf edities van de Olympische Zomerspelen. Paul Martin was hen in de jaren dertig voorgegaan.